# سجن بريكستون
سجن بريكستون الملكي (بالإنجليزية: HM Prison Brixton)‏ هو سجن محلي للرجال، يقع في منطقة بريكستون في لامبيث بوسط لندن. تشرف عليه الإدارة الملكية للسجون.
أنشئ السجن سنة 1820، وسمي عند إنشائه «دار إصلاح سري» (بالإنجليزية: Surrey House of Correction)‏، وبلغ عدد نزلائه 798 نزيلًا في أغسطس 2008.

## نزلاء بارزون
- أوزوالد موزلي: فاشي بريطاني.
- بيرتراند راسل: فيلسوف ورياضياتي ومصلح اجتماعي.
- تيرينس ماكسويني: مناضل أيرلندي، مات مضربًا عن الطعام في سجن بريكستون.
- ميك جاغر: أحد أعضاء فريق رولينغ ستونز.[2]

## وصلات خارجية
- الموقع الرسمي